# وو هیون-جونگ
وو هیون-جونگ (انگلیسی: Woo Hyun-jung؛ زادهٔ ۲۰ فوریهٔ ۱۹۷۷) بازیکن هاکی روی چمن اهل کره جنوبی است.